# スパンブリー県

スパンブリー県
จังหวัดสุพรรณบุรี

- この項目は英語版を元に作成されています。

スパンブリー県（スパンブリーけん、タイ語: จังหวัดสุพรรณบุรี）はタイ王国・中部の県（チャンワット）の一つ。ウタイターニー県、チャイナート県、シンブリー県、アーントーン県、アユタヤ県、ナコーンパトム県、カーンチャナブリー県と接する。

## 地理
県内のほとんどの地域は川によって形成された平地であるが、北部や西部にはやや起伏のある地形が広がっている。県南部や東部は、ターチェン川による平地が広がり稲作に適している。

## 歴史
スパンブリーは伝説上の王国、スワンナプーム王国に遡ることができる。実史上では、ドヴァーラヴァティー王国に遡る。この時のスパンブリーは、ムアン・タワーラーワディー・シー・スパンナプームという正式名称であった。建設は877年 - 882年行われたとされる。後にチエンラーイからやって来たウートーンがアユタヤ王朝の初代の王になるまでここに滞在した。後の同王朝パグワ王によって現在の名前に変えられた。

## 県章
|  | 1592年にナレースワン王が象に乗ってビルマ軍と戦っている史実がデザインされている。 県木はDiospyros mollisである。 |

## 行政区
スパンブリー県は10の郡（アンプー）に分かれその下に、110の町（タンボン）と、977の村（ムーバーン）に分かれる。
| 1. ムアンスパンブリー郡（ムアン） 2. ドゥームバーンナーンブワット郡 3. ダーンチャーン郡 4. バーンプラーマー郡 5. シープラチャン郡 6. ドーンチェーディー郡 7. ソーンピーノーン郡 8. サームチュック郡 9. ウートーン郡 10. ノーンヤーサイ郡 | 地図 |